# Crocidura crossei
Crocidura crossei — вид ссавців родини Soricidae. Він зустрічається в Беніні, Камеруні, Кот-д’Івуарі, Гані, Гвінеї, Ліберії, Нігерії, Сьєрра-Леоне та Того. Його природне середовище проживання — субтропічні або тропічні вологі рівнинні ліси.